# Peripatopsis overbergiensis
Peripatopsis overbergiensis is een ongewerveld dier dat behoort tot de stam van de fluweelwormen (Onychophora). De wetenschappelijke naam van de soort werd voor het eerst geldig gepubliceerd door McDonald, Ruhber & Daniels in 2012.

## Voorkomen
De soort komt voor in Zuid-Afrika.